# Omah Lay
Omah Lay est un chanteur et auteur-compositeur nigérian, né le 19 mai 1997 à Port Harcourt. Il acquiert une large reconnaissance au début de l'année 2020 après que son single auto-produit, Bad Influence, devient viral sur les médias sociaux.

## Biographie

### Origines et études
Stanley Omah Didia est élevé dans la ville nigériane de Port Harcourt. Il naît le 19 mai 1997 et vient d'Egbeda, Emohua, dans la zone de gouvernement local de Rivers, dans l'État de Rivers. Il fréquente l'école secondaire Comprehensive High School dans l'État de Rivers avant de poursuivre ses études à l'Université de Port Harcourt. Il vient d'une famille de musiciens et son grand-père joue des instruments pour le chanteur Celestine Ukwu avant de décéder en 1977. Le père de Lay joue de la batterie,.

## Carrière
Omah Lay commence sa carrière dans un groupe de rap sous le nom de scène «Lil King». Il passe ensuite à l'écriture de chansons et à la production musicale, qui reste largement non créditée, et c'est ainsi qu'il sort "Do Not Disturb" en avril 2019. «Hello Brother» sort un mois plus tard.
Il signe avec un label discographique nommé KeyQaad en juin 2019 et prend une pause de sept mois. Pendant cette pause, il travaille sur son premier EP intitulé  «Get Layd». Il déclare à OkayAfrica , : « Je commence à travailler dessus en août 2019. À un moment donné, je dois quitter les médias sociaux, m'éloigner de beaucoup de choses et garder la tête froide pour bien préparer le projet. La première chanson que j'enregistre pour Get Layd est Bad Influence. Je l'ai faite bien avant les chansons que nous devons inclure dans le projet. » À la suite de cette pause, il sort Bad Influence, qui devient la chanson nigériane la plus diffusée sur Apple Music à la fin de 2020,.
Le 14 février 2020, Lay sort You, son premier single officiel. Il publie son premier EP de cinq titres, Get Layd, le 22 mai 2020. Ce disque atteint la première place des classements nigérians d'Apple Music. Les cinq chansons de l'EP atteignent toutes le top 15 des classements Apple Music pour le Nigeria, avec You en première position,,.
En octobre, Lay apparaît sur l'album de Olamide, Carpe Diem, sur la chanson Infinity, qui atteint la première place des classements Apple Music pour le Nigeria.
Le 20 novembre, Lay sort son deuxième EP de cinq titres, What Have We Done. Les cinq chansons atteignent toutes le top 12 des classements Apple Music pour le Nigeria, avec Godly en première position.
Le 3 juillet 2020, Lay est le premier artiste mis en avant dans la campagne «Africa Rising» d'Apple pour mettre en lumière les talents africains. En décembre 2020, il est inclus dans la liste annuelle «Hot for 2021» de BBC Radio 1Xtra. Il est le premier artiste africain présenté dans le programme #UpNow d'Audiomack pour les artistes émergents, est inclus dans la liste « 20 artistes à surveiller en 2021 » du Montreux Jazz Festival, et est nommé « Artiste international amplifié du mois » de BET pour novembre 2020. Il est nommé dans quatre catégories aux Headies Awards 2020, remportant le prix « Next Rated »,,,,,.
Le 25 juin 2021, Lay est présenté aux côtés du chanteur nigérian Alpha P sur le remix officiel de la chanson du chanteur canadien Justin Bieber, Peaches, produit par le producteur nigérian Masterkraft. Le 8 juillet 2021, Lay sort un nouveau single, Understand,.
Le 3 mars 2022, il sort une collaboration avec Bieber intitulée Attention, qui constitue la deuxième collaboration entre les deux artistes.

## Controverse
Le 14 décembre 2020, Lay est arrêté aux côtés de Tems après avoir donné un concert en Ouganda. Les autorités de police ougandaises évoquent une violation des protocoles de confinement liés à la COVID-19 comme raison de leur arrestation. Les artistes estiment qu'ils sont piégés. Deux jours plus tard, le gouvernement ougandais libère les deux artistes, présente des excuses pour les arrestations et les disculpe de toute faute,,.

## Opinions politiques
Omah Lay exprime son soutien à la campagne #EndSARS au Nigeria. Il déclare à Harper's Bazaar : « Les gens doivent savoir que ces manifestations sont purement pour le peuple, sans aucune intention politique. La police nous harcèle, nous extorque, nous bat et nous tue simplement parce que nous sommes jeunes et à la mode, sans conséquences. Cela dure depuis trop longtemps, et nous disons que ça suffit et demandons une action du gouvernement ».

## Discographie

### Albums studio
| Titre     | détails de l'album                                                                     | Positions maximales dans les classements | Positions maximales dans les classements | Positions maximales dans les classements |
| Titre     | détails de l'album                                                                     | FRA                                      | NLD                                      | SWI                                      |
| --------- | -------------------------------------------------------------------------------------- | ---------------------------------------- | ---------------------------------------- | ---------------------------------------- |
| Boy Alone | - Sortie: 15 juillet 2022 - Label: Sire, KeyQaad - Format: Digital download, streaming | 115                                      | 42                                       | 82                                       |

### Les EP
| Titre             | Détails des EP                                                                          |
| ----------------- | --------------------------------------------------------------------------------------- |
| Get Layd          | - Sortie: 22 mai 2020 - Label: Sire, KeyQaad - Format: Digital download, streaming      |
| What Have We Done | - Sortie: 20 Novembre 2020 - Label: Sire, KeyQaad - Format: Digital download, streaming |

### Singles

#### Comme artiste principal
| Titre                                      | année | Positions maximales dans les classements | Positions maximales dans les classements | Positions maximales dans les classements | Positions maximales dans les classements | Positions maximales dans les classements | Positions maximales dans les classements | Positions maximales dans les classements | Positions maximales dans les classements | Certifications | Album            |
| Titre                                      | année | CAN                                      | IRE                                      | NLD                                      | NZ Hot                                   | SWE                                      | UK                                       | US Bub.                                  | WW                                       | Certifications | Album            |
| ------------------------------------------ | ----- | ---------------------------------------- | ---------------------------------------- | ---------------------------------------- | ---------------------------------------- | ---------------------------------------- | ---------------------------------------- | ---------------------------------------- | ---------------------------------------- | -------------- | ---------------- |
| "Do Not Disturb"                           | 2019  | —                                        | —                                        | —                                        | —                                        | —                                        | —                                        | —                                        | —                                        |                | Non-album single |
| "Hello Brother"                            | 2019  | —                                        | —                                        | —                                        | —                                        | —                                        | —                                        | —                                        | —                                        |                | Non-album single |
| "Bad Influence"                            | 2020  | —                                        | —                                        | —                                        | —                                        | —                                        | —                                        | —                                        | —                                        |                | Get Layd         |
| "You"                                      | 2020  | —                                        | —                                        | —                                        | —                                        | —                                        | —                                        | —                                        | —                                        |                | Get Layd         |
| "Damn"                                     | 2020  | —                                        | —                                        | —                                        | —                                        | —                                        | —                                        | —                                        | —                                        |                | Get Layd         |
| "Forever" (Remix) (with Gyakie)            | 2021  | —                                        | —                                        | —                                        | —                                        | —                                        | —                                        | —                                        | —                                        |                | Non-album single |
| "Understand"                               | 2021  | —                                        | —                                        | —                                        | —                                        | —                                        | —                                        | —                                        | —                                        | - MC: Gold     | Boy Alone        |
| "Free My Mind"                             | 2021  | —                                        | —                                        | —                                        | —                                        | —                                        | —                                        | —                                        | —                                        |                | Boy Alone        |
| "Winter Wonderland / Don't Worry Be Happy" | 2021  | —                                        | —                                        | —                                        | —                                        | —                                        | —                                        | —                                        | —                                        |                | Non-album single |
| "Attention" (with Justin Bieber)           | 2022  | 45                                       | 78                                       | 62                                       | 9                                        | 87                                       | 76                                       | 11                                       | 74                                       | - MC: Gold,    | Boy Alone        |
| "Soso"                                     | 2022  | —                                        | —                                        | 79                                       | —                                        | —                                        | —                                        | —                                        | —                                        |                | Boy Alone        |

#### En tant qu'artiste invité
| Titre                                                                  | Année | Album                  |
| ---------------------------------------------------------------------- | ----- | ---------------------- |
| "Tonight" (Spinall featuring Omah Lay)                                 | 2020  | Grace                  |
| "Pami" (DJ Tunez avec Wizkid, Adekunle Gold etOmah Lay)                | 2020  | Non-album single       |
| "Pronto" (Ajebo Hustlers featuring Omah Lay)                           | 2021  | Kpos Lifestyle, Vol. 1 |
| "Peaches" (Masterkraft Remix)" (Justin Bieber avecAlpha P et Omah Lay) | 2021  | Non-album single       |
| "Namek" (Jul featuring Omah Lay)                                       | 2022  | Cœur blanc             |

### apparitions en tant qu'invité
| Titre      | Année | autres artistes    | Album           |
| ---------- | ----- | ------------------ | --------------- |
| "Infinity" | 2020  | Olamide            | Carpe Diem (en) |
| "Abeg"     | 2021  | DJ Neptune, Joeboy | Greatness 2.0   |

### Discographie de production

#### 2018
Kidoben Ace
- Caught Up

#### 2019
Klug Ali
- Opium

Sikiboi
- One Day

#### 2020
Omah Lay – Get Layd'
- 2. Lo Lo
- 4. Bad Influence

Moveek
- Flossin

Omah Lay – What Have We Done'
- 4. Confession

#### 2021
Jhay Jhay
- Welcum Party